# Championnat du monde moins de 18 ans de hockey sur glace 2015
Navigation
Lappeenranta - Imatra 2014 Grand Forks 2016
Le Championnat du monde moins de 18 ans de hockey sur glace 2015 est la 17e édition de cette compétition de hockey sur glace organisée par la Fédération internationale de hockey sur glace. Il a lieu du 16 au 26 avril 2015 à Zoug et Lucerne en Suisse. Les rencontres sont disputées à la Bossard Arena de Zoug et au Regionales Eiszentrum de Lucerne.
Six divisions inférieures sont disputées indépendamment du groupe élite.

## Aperçu de l'ensemble de la compétition
| Tournoi        | Lieu            | Dates               | Nombre de participants | Matches joués |
| -------------- | --------------- | ------------------- | ---------------------- | ------------- |
| Division élite | Zoug et Lucerne | 16 au 26 avril 2015 | 10                     | 30            |
| Division IA    | Debrecen        | 12 au 18 avril 2015 | 6                      | 15            |
| Division IB    | Maribor         | 12 au 18 avril 2015 | 6                      | 15            |
| Division IIA   | Tallinn         | 22 au 28 mars 2015  | 6                      | 15            |
| Division IIB   | Novi Sad        | 15 au 23 mars 2015  | 6                      | 15            |
| Division IIIA  | Taipei          | 22 au 28 mars 2015  | 6                      | 15            |
| Division IIIB  | Auckland        | 17 au 19 mars 2015  | 3                      | 3             |

## Format de la compétition
Le groupe principal (Division Élite) regroupe 10 équipes réparties en deux poules de 5 qui disputent un tour préliminaire. Les 4 premiers de chaque poule sont qualifiés pour les quarts de finale. Les derniers de chaque poule disputent une poule de maintien jouée au meilleur des 3 matches. Le perdant est relégué en Division IA pour l'édition 2016.
Pour les autres divisions qui comptent 6 équipes (sauf la Division III B qui en compte 3), les équipes s’affrontent entre elles et, à l'issue de cette compétition, le premier est promu dans la division supérieure et le dernier est relégué dans la division inférieure.
Lors des phases de poule, les points sont attribués ainsi :
- victoire : 3 points ;
- victoire en prolongation ou aux tirs de fusillade : 2 points ;
- défaite en prolongation ou aux tirs de fusillade : 1 point ;
- défaite : 0 point.

## Division Élite
| FRANCE ALLEMAGNE AUTR. ITALIE SUISSE Lucerne Zoug |

| Bossard Arena de Zoug | Regionales Eiszentrum de Lucerne |
|                       |                                  |
| Capacité : 7 015      | Capacité : 5 400                 |

### Tour préliminaire
Le groupe principal regroupe 10 équipes, réparties en deux groupes (entre parenthèses le classement IIHF) :
| Groupe A (Lucerne) - États-Unis (1) tenant du titre - Suède (4) - Russie (5) - Slovaquie (8) - Allemagne (9) | Groupe B (Zoug) - Tchéquie (2) - Canada (3) - Finlande (6) - Suisse (7) pays hôte - Lettonie (11) promu de Division I A |

#### Groupe A
| 16 avril 2015 | Suède | 1-3 (0-0, 0-1, 1-2) | Slovaquie | Regionales Eiszentrum 460 spectateurs |

| Feuille de match | Feuille de match                                          | Feuille de match | Feuille de match | Feuille de match                                                            |
| ---------------- | --------------------------------------------------------- | ---------------- | --- | --------------------------------------------------------------------------- |
|                  | - J. Eriksson Ek (R. Asplund, F. Ahl) — 45 min 2 s (SN) - | 0-1 1-1 1-2 1-3  | S. Solensky (P. Horvath, R. Zitny) — 37 min 39 s - M. Hecl (B. Sadecky) — 56 min F. Lestan (R. Bondra, P. Valent) — 59 min 41 s (CV) | Arbitrage : Jimmy Bergamelli Yuriy Oskirko Franco Espinoza CZE Jiri Gebauer |
| Felix Sandstrom  | Gardiens                                                  | Adam Húska       | | Arbitrage : Jimmy Bergamelli Yuriy Oskirko Franco Espinoza CZE Jiri Gebauer |
| 8 min            | Pénalités                                                 | 8 min            | | Arbitrage : Jimmy Bergamelli Yuriy Oskirko Franco Espinoza CZE Jiri Gebauer |
| 37               | Tirs                                                      | 25               | | Arbitrage : Jimmy Bergamelli Yuriy Oskirko Franco Espinoza CZE Jiri Gebauer |

| 16 avril 2015 | Russie | 3-1 (0-1, 2-0, 1-0) | États-Unis | Regionales Eiszentrum 925 spectateurs |

| Feuille de match | Feuille de match | Feuille de match | Feuille de match        | Feuille de match                                                       |
| ---------------- | --- | ---------------- | ----------------------- | ---------------------------------------------------------------------- |
|                  | - D. Gourianov (M. Vorobiov) — 23 min 9 s (IN) D. Joukenov (D. Sokolov, K. Kaprizov) — 27 min 37 s (SN) D. Sokolov — 59 min 36 s (CV) | 0-1 1-1 2-1 3-1  | T. Terry — 7 min 15 s - | Arbitrage : Andreas Koch Robert Mullner Ludvig Lundgren Hannu Sormunen |
| Ilia Samsonov    | Gardiens | Luke Opilka      |                         | Arbitrage : Andreas Koch Robert Mullner Ludvig Lundgren Hannu Sormunen |
| 10 min           | Pénalités | 6 min            |                         | Arbitrage : Andreas Koch Robert Mullner Ludvig Lundgren Hannu Sormunen |
| 16               | Tirs | 50               |                         | Arbitrage : Andreas Koch Robert Mullner Ludvig Lundgren Hannu Sormunen |

| 17 avril 2015 | Slovaquie | 0-10 (0-4, 0-6, 0-0) | États-Unis | Regionales Eiszentrum 290 spectateurs |

| Feuille de match                            | Feuille de match | Feuille de match                         | Feuille de match | Feuille de match                                                                    |
| ------------------------------------------- | ---------------- | ---------------------------------------- | --- | ----------------------------------------------------------------------------------- |
|                                             | -                | 0-1 0-2 0-3 0-4 0-5 0-6 0-7 0-8 0-9 0-10 | T. Terry (M. Floodstrand, B. Warren) — 1 min 9 s M. Tkachuk (J. Roslovic, A. Matthews) — 10 min 47 s (SN) J. Roslovic (M. Tkachuk, A. Matthews) — 14 min 20 s (SN) J. Roslovic (A. Matthews, C. McAvoy Jr) — 18 min 17 s A. Matthews (M. Tkachuk, C. Krys) — 20 min 28 s A. Matthews (M. Floostrand, M. Tkachuk) — 24 min 49 s J. Bracco (T. Terry, J. Masonius) — 26 min 21 s C. Fitzgerald (M. Tkachuk, J. Roslovic) — 28 min 46 s L. Kunin (C. Fischer, J. Greenway) — 29 min 46 s B. Warren (M. Floodstrand, C. Fitzgerald) — 30 min 27 s | Arbitrage : Andreas Harnebring Petri Lindqvist Alexander Otmakhov Michael Tscherrig |
| Vladimir Cibulka (26:21) Adam Húska (33:39) | Gardiens         | Evan Sarthou                             | | Arbitrage : Andreas Harnebring Petri Lindqvist Alexander Otmakhov Michael Tscherrig |
| 6 min                                       | Pénalités        | 4 min                                    | | Arbitrage : Andreas Harnebring Petri Lindqvist Alexander Otmakhov Michael Tscherrig |
| 15                                          | Tirs             | 44                                       | | Arbitrage : Andreas Harnebring Petri Lindqvist Alexander Otmakhov Michael Tscherrig |

| 17 avril 2015 | Russie | 6-0 (2-0, 3-0, 1-0) | Allemagne | Regionales Eiszentrum 362 spectateurs |

| Feuille de match | Feuille de match | Feuille de match                                | Feuille de match | Feuille de match                                                       |
| ---------------- | --- | ----------------------------------------------- | ---------------- | ---------------------------------------------------------------------- |
|                  | D. Iourtaïkine (M. Sidorov) — 6 min 59 s D. Gourianov (M. Vorobiov) — 11 min 5 s V. Barabanov — 20 min 33 s A. Ivanioujenkov (I. Iemets) — 24 min 58 s I. Iemets (D. Joukenov, D. Sokolov) — 31 min 50 s K. Kaprizov (A. Iakovenko, D. Sokolov) — 54 min 1 s | 1-0 2-0 3-0 4-0 5-0 6-0                         | -                | Arbitrage : Brett Iverson Vladimir Pesina Franco Espinoza Martin Korba |
| Anton Krastokine | Gardiens | Patrick Berger (22:26) Mirko Pantkowski (37:34) |                  | Arbitrage : Brett Iverson Vladimir Pesina Franco Espinoza Martin Korba |
| 8 min            | Pénalités | 10 min                                          |                  | Arbitrage : Brett Iverson Vladimir Pesina Franco Espinoza Martin Korba |
| 38               | Tirs | 33                                              |                  | Arbitrage : Brett Iverson Vladimir Pesina Franco Espinoza Martin Korba |

| 18 avril 2015 | Allemagne | 1-7 (0-1, 0-5, 1-1) | Suède | Regionales Eiszentrum 532 spectateurs |

| Feuille de match                                | Feuille de match                        | Feuille de match                | Feuille de match | Feuille de match                                                    |
| ----------------------------------------------- | --------------------------------------- | ------------------------------- | --- | ------------------------------------------------------------------- |
|                                                 | - T. Eder (L. Spitzner) — 47 min 34 s - | 0-1 0-2 0-3 0-4 0-5 0-6 1-6 1-7 | S. Ohlsson — 8 min 58 s S. Ohlsson (J. Dahlstrom, C. Grundstrom) — 24 min 18 s J. Eriksson Ek (J. Lindgren, L. Carlsson) — 26 min 24 s (SN) R. Asplund (O. Kylington, J. Eriksson Ek) — 29 min 32 s (SN) J. Eriksson Ek (F. Ahl, O. Kylington) — 36 min 42 s S. Ohlsson (J. Dahlén, L. Ölund) — 38 min 29 s (SN) - C. Grundstrom — 49 min (TP) | Arbitrage : Andreas Koch Petri Lundqvist Brian Oliver Nicolas Piche |
| Mirko Pantkowski (40:00) Patrick Berger (20:00) | Gardiens                                | Felix Sandstrom                 | | Arbitrage : Andreas Koch Petri Lundqvist Brian Oliver Nicolas Piche |
| 14 min                                          | Pénalités                               | 4 min                           | | Arbitrage : Andreas Koch Petri Lundqvist Brian Oliver Nicolas Piche |
| 32                                              | Tirs                                    | 48                              | | Arbitrage : Andreas Koch Petri Lundqvist Brian Oliver Nicolas Piche |

| 19 avril 2015 | Slovaquie | 2-4 (1-2, 0-1, 1-1) | Russie | Regionales Eiszentrum 660 spectateurs |

| Feuille de match | Feuille de match                                                                             | Feuille de match        | Feuille de match | Feuille de match                                                          |
| ---------------- | -------------------------------------------------------------------------------------------- | ----------------------- | --- | ------------------------------------------------------------------------- |
|                  | - P. Horvath (S. Solensky) — 17 min 26 s - F. Lestan (A. Vadovic, P. Valent) — 48 min 26 s - | 0-1 0-2 1-2 1-3 2-3 2-4 | G. Roubtsov (A. Ivanioujenkov) — 5 min 25 s D. Gourianov (K. Kaprizov, M. Vorobiov) — 6 min 54 s - D. Joukenov (K. Beliaev, K. Kaprizov) — 23 min 10 s - D. Iourtaïkine (D. Kvartalnov, M. Sidorov) — 53 min 57 s | Arbitrage : Vladimir Pesina Per Gustav Solem Markku Buese Franco Espinoza |
| Adam Húska       | Gardiens                                                                                     | Ilia Samsonov           | | Arbitrage : Vladimir Pesina Per Gustav Solem Markku Buese Franco Espinoza |
| 8 min            | Pénalités                                                                                    | 10 min                  | | Arbitrage : Vladimir Pesina Per Gustav Solem Markku Buese Franco Espinoza |
| 36               | Tirs                                                                                         | 35                      | | Arbitrage : Vladimir Pesina Per Gustav Solem Markku Buese Franco Espinoza |

| 19 avril 2015 | États-Unis | 6-4 (1-1, 2-2, 3-1) | Suède | Regionales Eiszentrum 1 222 spectateurs |

| Feuille de match | Feuille de match | Feuille de match                        | Feuille de match | Feuille de match                                                          |
| ---------------- | --- | --------------------------------------- | --- | ------------------------------------------------------------------------- |
|                  | - C. Keller (C. White) — 5 min 22 s C. Fischer (C. Keller, C. McAvoy Jr) — 33 min 3 s (SN) - C. White (J. Bracco, J. Greenway) — 37 min 56 s - C. Keller (C. White, J. Bracco) — 43 min 45 s - A. Matthews (C. Fitzgerald) — 51 min 43 s C. Krys (C. Fischer, C. Keller) — 59 min 59 s (CV) | 0-1 1-1 2-1 2-2 3-2 3-3 4-3 4-4 5-4 6-4 | C. Grundstrom (J. Larsson, S. Ohlsson) — 4 min 48 s - J. Eriksson Ek (R. Asplund, F. Ahl) — 36 min 49 s (SN) - J. Dahlen (J. Larsson, L. Ölund) — 39 min 21 s - R. Asplund (J. Dahlen, L. Ölund) — 50 min 35 s - | Arbitrage : Brett Iverson Marian Rohatsch Nicolas Piche Michael Tscherrig |
| Luke Opilka      | Gardiens | Felix Sandstrom                         | | Arbitrage : Brett Iverson Marian Rohatsch Nicolas Piche Michael Tscherrig |
| 6 min            | Pénalités | 20 min                                  | | Arbitrage : Brett Iverson Marian Rohatsch Nicolas Piche Michael Tscherrig |
| 53               | Tirs | 18                                      | | Arbitrage : Brett Iverson Marian Rohatsch Nicolas Piche Michael Tscherrig |

| 20 avril 2015 | Allemagne | 3-4 (TB) (1-0, 1-1, 1-2, 0-0, 0-1) | Slovaquie | Regionales Eiszentrum 332 spectateurs |

| Feuille de match | Feuille de match | Feuille de match            | Feuille de match | Feuille de match                                                                 |
| ---------------- | --- | --------------------------- | --- | -------------------------------------------------------------------------------- |
|                  | T. Eder (J. Mayenschein) — 7 min 51 s (SN) - J. Mayenschein (J. Napravnik) — 34 min 6 s - L. Kalble — 55 min 20 s - | 1-0 1-1 2-1 2-2 2-3 3-3 3-4 | - R. Bondra (P. Valent) — 20 min 25 s (SN) - M. Andrisik (R. Bondra) — 42 min 59 s P. Valent (R. Bondra, M. Andrisik) — 51 min 17 s - S. Solensky — 65 min (TB) | Arbitrage : Christopher Pitoscia Per Gustav Solem Brian Oliver Michael Tscherrig |
| Patrick Berger   | Gardiens | Adam Húska                  | | Arbitrage : Christopher Pitoscia Per Gustav Solem Brian Oliver Michael Tscherrig |
| 4 min            | Pénalités | 6 min                       | | Arbitrage : Christopher Pitoscia Per Gustav Solem Brian Oliver Michael Tscherrig |
| 42               | Tirs | 23                          | | Arbitrage : Christopher Pitoscia Per Gustav Solem Brian Oliver Michael Tscherrig |

| 21 avril 2015 | États-Unis | 13-1 (4-0, 5-1, 4-0) | Allemagne | Regionales Eiszentrum 317 spectateurs |

| Feuille de match | Feuille de match | Feuille de match                                            | Feuille de match                                         | Feuille de match                                                        |
| ---------------- | --- | ----------------------------------------------------------- | -------------------------------------------------------- | ----------------------------------------------------------------------- |
|                  | J. Roslovic (A. Matthews, C. Jones) — 7 min 23 s L. Kunin (N. Boka) — 10 min 32 s J. Roslovic (A. Matthews, M. Tkachuk) — 12 min 34 s (SN) M. Tkachuk (A. Matthews, J. Roslovic) — 13 min 19 s - C. White (C. Fischer, J. Bracco) — 26 min 39 s (SN) L. Kunin (C. McAvoy Jr, J. Bracco) — 30 min 12 s T. Terry (C. Jones, C. Fischer) — 30 min 42 s (SN) N. Boka (J. Bracco, C. Jones) — 34 min 45 s L. Kunin (J. Greenway) — 38 min 13 s (IN) J. Bracco (C. Keller) — 44 min 51 s A. Matthews (C. Krys) — 47 min 58 s B. Warren (J. Greenway, T. Thompson) — 51 min 47 s J. Roslovic (M. Tkachuk, C. Krys) — 52 min 32 s | 1-0 2-0 3-0 4-0 4-1 5-1 6-1 7-1 8-1 9-1 10-1 11-1 12-1 13-1 | - S. Schutz (M. Glassl, M. Daubner) — 22 min 56 s (SN) - | Arbitrage : Robert Mullner Yuriy Oskirko Franco Espinoza Hannu Sormunen |
| Evan Sarthou     | Gardiens | Mirko Pantkowski (40:00) Patrick Berger (20:00)             |                                                          | Arbitrage : Robert Mullner Yuriy Oskirko Franco Espinoza Hannu Sormunen |
| 10 min           | Pénalités | 10 min                                                      |                                                          | Arbitrage : Robert Mullner Yuriy Oskirko Franco Espinoza Hannu Sormunen |
| 49               | Tirs | 15                                                          |                                                          | Arbitrage : Robert Mullner Yuriy Oskirko Franco Espinoza Hannu Sormunen |

| 21 avril 2015 | Suède | 4-7 (2-1, 1-2, 1-4) | Russie | Regionales Eiszentrum 732 spectateurs |

| Feuille de match  | Feuille de match | Feuille de match                            | Feuille de match | Feuille de match                                                          |
| ----------------- | --- | ------------------------------------------- | --- | ------------------------------------------------------------------------- |
|                   | - J. Lindgren (R. Asplund) — 46 s L. Lindstrom (A. Younan, J. Davidsson) — 11 min 58 s J. Dahlen (L. Ölund, S. Ohlsson) — 22 min 2 s (SN) - G. Olhaver (J. Larsson, J. Dahlen) — 42 min 6 s - | 0-1 1-1 2-1 3-1 3-2 3-3 4-3 4-4 4-5 4-6 4-7 | M. Vorobiov (D. Iourtaïkine, D. Gourianov) — 17 s - D. Gourianov — 29 min 13 s (IN) D. Joukenov (D. Iourtaïkine) — 37 min 22 s - D. Gourianov (A. Iakovenko, D. Joukenov) — 48 min 43 s (SN) D. Sokolov (D. Joukenov, D. Iourtaïkine) — 52 min 41 s A. Ivanioujenkov (G. Roubtsov, A. Iakovenko) — 53 min 33 s D. Gourianov — 57 min 17 s (IN + CV) | Arbitrage : Petri Linqvist Christopher Pitoscia Martin Korba Brian Oliver |
| Daniel Marmenlind | Gardiens | Anton Krasotkine                            | | Arbitrage : Petri Linqvist Christopher Pitoscia Martin Korba Brian Oliver |
| 12 min            | Pénalités | 20 min                                      | | Arbitrage : Petri Linqvist Christopher Pitoscia Martin Korba Brian Oliver |
| 52                | Tirs | 36                                          | | Arbitrage : Petri Linqvist Christopher Pitoscia Martin Korba Brian Oliver |

| Clt   | Équipe     | PJ | V | VP | D | DP | BP | BC | Diff | Pts |
| ----- | ---------- | -- | - | -- | - | -- | -- | -- | ---- | --- |
| +001, | Russie     | 4  | 4 | 0  | 0 | 0  | 20 | 7  | +13  | 12  |
| +002, | États-Unis | 4  | 3 | 0  | 1 | 0  | 30 | 8  | +22  | 9   |
| +003, | Slovaquie  | 4  | 1 | 1  | 2 | 0  | 9  | 18 | -9   | 5   |
| +004, | Suède      | 4  | 1 | 0  | 3 | 0  | 16 | 17 | -1   | 3   |
| +005, | Allemagne  | 4  | 0 | 0  | 3 | 1  | 5  | 30 | -25  | 1   |

- Qualifié pour les quarts de finale
- Dispute la poule de maintien

#### Groupe B
| 16 avril 2015 | Canada | 11-6 (2-3, 6-0, 3-3) | Lettonie | Bossard Arena 170 spectateurs |

| Feuille de match | Feuille de match | Feuille de match                                                        | Feuille de match | Feuille de match                                                             |
| ---------------- | --- | ----------------------------------------------------------------------- | --- | ---------------------------------------------------------------------------- |
|                  | - N. Roy (G. Gawdin) — 11 min 57 s - J. Roy (M. Stephens) — 17 min 4 s (SN) - B. Howden (T. Chabot, M. Spencer) — 23 min 5 s J. Harkins (T. Benson, P. Wotherspoon) — 24 min 14 s J. Roy (M. Barzal) — 26 min 9 s M. Stephens (T. Benson) — 26 min 22 s K. Capobianco (N. Noel) — 27 min 20 s G. Brisebois (N. Noel) — 29 min 54 s - J. Roy (M. Barzal) — 43 min 42 s (SN) M. Stephens (M. Barzal) — 46 min 46 s N. Roy (P. Wotherspoon) — 49 min 55 s - | 0-1 1-1 1-2 2-2 2-3 3-3 4-3 5-3 6-3 7-3 8-3 8-4 9-4 10-4 11-4 11-5 11-6 | K. Zile (K. Cukste, M. Dzierkals) — 10 min 17 s (SN) - B. Priede (E. Tralmaks) — 14 min 40 s (IN) - R. Bernhards (R. Blugers) — 17 min 14 s - F. Buncis (K. Zile) — 41 min 6 s (SN) - K. Cukste (F. Buncis) — 50 min 39 s (SN) E. Ezitis — 56 min 2 s (IN) | Arbitrage : Vladimir Pesina Per Gustav Solem Oliver Brian Alexander Otmakhov |
| Zach Sawchenko   | Gardiens | Denijs Romanovskis (56:54) Mareks Mitens (03:06)                        | | Arbitrage : Vladimir Pesina Per Gustav Solem Oliver Brian Alexander Otmakhov |
| 14 min           | Pénalités | 8 min                                                                   | | Arbitrage : Vladimir Pesina Per Gustav Solem Oliver Brian Alexander Otmakhov |
| 44               | Tirs | 22                                                                      | | Arbitrage : Vladimir Pesina Per Gustav Solem Oliver Brian Alexander Otmakhov |

| 16 avril 2015 | Finlande | 6-1 (1-1, 3-0, 2-0) | Tchéquie | Bossard Arena 315 spectateurs |

| Feuille de match  | Feuille de match | Feuille de match            | Feuille de match                         | Feuille de match                                                            |
| ----------------- | --- | --------------------------- | ---------------------------------------- | --------------------------------------------------------------------------- |
|                   | J. Niemela (A. Saarela, J. Puljujarvi) — 8 min 50 s (SN) - V. Saarijarvi (J. Nattinen, J. Tammela) — 23 min 5 s (SN) P. Laine (J. Puljujarvi) — 25 min 25 s V. Saarijarvi (P. Palmu, J. Nattinen) — 27 min 36 s (SN) J. Tammela (V. Saarijarvi, P. Laine) — 42 min 25 s (SN) P. Palmu (J. Tammela, P. Laine) — 46 min 35 s (SN) | 1-0 1-1 2-1 3-1 4-1 5-1 6-1 | - L. Hajek (R. Koblizek) — 10 min 27 s - | Arbitrage : Marian Rohatsch Ladislav Smetana Martin Korba Michael Tscherrig |
| Veini Vehvilainen | Gardiens | Daniel Vladar               |                                          | Arbitrage : Marian Rohatsch Ladislav Smetana Martin Korba Michael Tscherrig |
| 14 min            | Pénalités | 30 min                      |                                          | Arbitrage : Marian Rohatsch Ladislav Smetana Martin Korba Michael Tscherrig |
| 43                | Tirs | 27                          |                                          | Arbitrage : Marian Rohatsch Ladislav Smetana Martin Korba Michael Tscherrig |

| 17 avril 2015 | Lettonie | 1-4 (0-1, 1-1, 0-2) | Tchéquie | Bossard Arena 721 spectateurs |

| Feuille de match | Feuille de match                                           | Feuille de match    | Feuille de match | Feuille de match                                                     |
| ---------------- | ---------------------------------------------------------- | ------------------- | --- | -------------------------------------------------------------------- |
|                  | - M. Dzierkals (E. Zohovs, R. Baranovskis) — 35 min 47 s - | 0-1 0-2 1-2 1-3 1-4 | D. Kase (M. Spacek, F. Hronek) — 4 min 5 s P. Zacha (D. Krenzelok) — 24 min 56 s (SN) - L. Andel (M. Spacek, D. Kase) — 50 min 25 s P. Zacha (M. Spacek) — 59 min 7 s (CV) | Arbitrage : Andreas Koch Marian Rohatsch Markku Buese Hannu Sormunen |
| Mareks Mitens    | Gardiens                                                   | Daniel Vladar       | | Arbitrage : Andreas Koch Marian Rohatsch Markku Buese Hannu Sormunen |
| 35 min           | Pénalités                                                  | 12 min              | | Arbitrage : Andreas Koch Marian Rohatsch Markku Buese Hannu Sormunen |
| 33               | Tirs                                                       | 47                  | | Arbitrage : Andreas Koch Marian Rohatsch Markku Buese Hannu Sormunen |

| 17 avril 2015 | Finlande | 3-1 (1-1, 1-0, 1-0) | Suisse | Bossard Arena 3 370 spectateurs |

| Feuille de match  | Feuille de match | Feuille de match       | Feuille de match           | Feuille de match                                                           |
| ----------------- | --- | ---------------------- | -------------------------- | -------------------------------------------------------------------------- |
|                   | J. Puljujarvi (P. Laine, J. Valimaki) — 6 min 22 s - P. Laine (V. Saarijarvi) V. Saarijarvi (A. Saarela) — 51 min 53 s | 1-0 1-1 2-1 3-1        | - D. Malgin — 13 min 7 s - | Arbitrage : Robert Mullner Christopher Pitoscia Jiri Gebauer Nicolas Piche |
| Veini Vehvilainen | Gardiens | Joren van Pottelberghe |                            | Arbitrage : Robert Mullner Christopher Pitoscia Jiri Gebauer Nicolas Piche |
| 8 min             | Pénalités | 20 min                 |                            | Arbitrage : Robert Mullner Christopher Pitoscia Jiri Gebauer Nicolas Piche |
| 26                | Tirs | 23                     |                            | Arbitrage : Robert Mullner Christopher Pitoscia Jiri Gebauer Nicolas Piche |

| 18 avril 2015 | Suisse | 1-4 (0-1, 1-2, 0-1) | Canada | Bossard Arena 5 277 spectateurs |

| Feuille de match       | Feuille de match                                            | Feuille de match    | Feuille de match | Feuille de match                                                        |
| ---------------------- | ----------------------------------------------------------- | ------------------- | --- | ----------------------------------------------------------------------- |
|                        | - D. Diem (D. Malgin, J. Siegenthaler) — 38 min 21 s (SN) - | 0-1 0-2 0-3 1-3 1-4 | M. Barzal (M. Stephens, T. Chabot) — 4 min (SN) M. Barzal — 22 min 58 s N. Roy (J. Harkins, P. Wotherspoon) — 29 min 59 s (SN) - A. Beauvillier (M. Stephens, M. Barzal) — 40 min 30 s (SN) | Arbitrage : Jimmy Bergamelli Iouri Oskirko Markku Buese Ludwig Lundgren |
| Joren van Pottelberghe | Gardiens                                                    | Evan Cormier        | | Arbitrage : Jimmy Bergamelli Iouri Oskirko Markku Buese Ludwig Lundgren |
| 16 min                 | Pénalités                                                   | 20 min              | | Arbitrage : Jimmy Bergamelli Iouri Oskirko Markku Buese Ludwig Lundgren |
| 20                     | Tirs                                                        | 29                  | | Arbitrage : Jimmy Bergamelli Iouri Oskirko Markku Buese Ludwig Lundgren |

| 19 avril 2015 | Lettonie | 1-3 (1-0, 0-2, 0-1) | Finlande | Bossard Arena 363 spectateurs |

| Feuille de match                                   | Feuille de match                                  | Feuille de match  | Feuille de match | Feuille de match                                                          |
| -------------------------------------------------- | ------------------------------------------------- | ----------------- | --- | ------------------------------------------------------------------------- |
|                                                    | R. Puide (B. Priede, E. Tralmaks) — 13 min 56 s - | 1-0 1-1 1-2 1-3   | - J. Nattinen (J. Tammela, V. Saarijarvi) — 28 min 40 s (SN) P. Laine (J. Tammela, V. Saarijarvi) — 35 min 44 s (SN) P. Laine (V. Saarijarvi, A. Saarela) — 46 min 42 s | Arbitrage : Jimmy Bergamelli Andreas Harnebring Jiri Gebauer Martin Korba |
| Gustavs Grigals (57:33) Denijs Romanovskis (02:27) | Gardiens                                          | Veini Vehvilainen | | Arbitrage : Jimmy Bergamelli Andreas Harnebring Jiri Gebauer Martin Korba |
| 14 min                                             | Pénalités                                         | 12 min            | | Arbitrage : Jimmy Bergamelli Andreas Harnebring Jiri Gebauer Martin Korba |
| 32                                                 | Tirs                                              | 29                | | Arbitrage : Jimmy Bergamelli Andreas Harnebring Jiri Gebauer Martin Korba |

| 19 avril 2015 | Tchéquie | 2-3 (1-1, 1-1, 0-1) | Canada | Bossard Arena 749 spectateurs |

| Feuille de match | Feuille de match                                                | Feuille de match    | Feuille de match | Feuille de match                                                                    |
| ---------------- | --------------------------------------------------------------- | ------------------- | --- | ----------------------------------------------------------------------------------- |
|                  | P. Zacha (M. Svoboda) — 6 min 21 s - R. Koblizek — 33 min 6 s - | 1-0 1-1 1-2 2-2 2-3 | - P. Wotherspoon (P.-L. Dubois, E. Bear) — 16 min 4 s A. Beauvillier (M. Barzal, M. Stephens) — 25 min 57 s - A. Beauvillier (M. Barzal, T. Chabot) — 44 min 21 s (SN) | Arbitrage : Christopher Pitoscia Ladislav Smetana Alexander Otmakhov Hannu Sormunen |
| Aleš Stezka      | Gardiens                                                        | Zach Sawchenko      | | Arbitrage : Christopher Pitoscia Ladislav Smetana Alexander Otmakhov Hannu Sormunen |
| 8 min            | Pénalités                                                       | 6 min               | | Arbitrage : Christopher Pitoscia Ladislav Smetana Alexander Otmakhov Hannu Sormunen |
| 45               | Tirs                                                            | 39                  | | Arbitrage : Christopher Pitoscia Ladislav Smetana Alexander Otmakhov Hannu Sormunen |

| 20 avril 2015 | Suisse | 3-2 (pr) (0-0, 1-1, 1-1, 1-0) | Lettonie | Bossard Arena 2 561 spectateurs |

| Feuille de match       | Feuille de match                                                                                              | Feuille de match    | Feuille de match                                                                          | Feuille de match                                                        |
| ---------------------- | --- | ------------------- | ----------------------------------------------------------------------------------------- | ----------------------------------------------------------------------- |
|                        | C. Thürkauf — 22 min 57 s - R. Fuchs (J. Siegenthaler) — 41 min 34 s - D. Malgin (D. Riat) — 63 min 42 s (SN) | 1-0 1-1 2-1 2-2 3-2 | - R. Balcers (M. Dzierkals) — 25 min 9 s (SN) - R. Balcers (M. Dzierkals) — 44 min 25 s - | Arbitrage : Brett Iverson Ladislav Smetana Jiri Gebauer Ludvig Lundgren |
| Joren van Pottelberghe | Gardiens | Denijs Romanovskis  |                                                                                           | Arbitrage : Brett Iverson Ladislav Smetana Jiri Gebauer Ludvig Lundgren |
| 1 min                  | Pénalités | 20 min              |                                                                                           | Arbitrage : Brett Iverson Ladislav Smetana Jiri Gebauer Ludvig Lundgren |
| 45                     | Tirs | 25                  |                                                                                           | Arbitrage : Brett Iverson Ladislav Smetana Jiri Gebauer Ludvig Lundgren |

| 21 avril 2015 | Canada | 3-2 (0-2, 3-0, 0-0) | Finlande | Bossard Arena 1 133 spectateurs |

| Feuille de match | Feuille de match | Feuille de match    | Feuille de match                                                                                      | Feuille de match                                                                  |
| ---------------- | --- | ------------------- | --- | --------------------------------------------------------------------------------- |
|                  | - M. Barzal (T. Chabot) — 29 min 49 s (SN) T. Chabot (M. Barzal) — 30 min 55 s (SN) T. Benson (G. Gawdin) — 36 min 21 s | 0-1 0-2 1-2 2-2 3-2 | A. Saarela (V. Saarijarvi, P. Palmu) — 9 min 3 s P. Laine (J. Puljujarvi, A. Saarela) — 19 min 32 s - | Arbitrage : Andreas Harnebring Vladimir Pesina Ludvig Lundgren Alexander Otmakhov |
| Evan Cormier     | Gardiens | Veini Vehvilainen   | | Arbitrage : Andreas Harnebring Vladimir Pesina Ludvig Lundgren Alexander Otmakhov |
| 12 min           | Pénalités | 10 min              | | Arbitrage : Andreas Harnebring Vladimir Pesina Ludvig Lundgren Alexander Otmakhov |
| 35               | Tirs | 33                  | | Arbitrage : Andreas Harnebring Vladimir Pesina Ludvig Lundgren Alexander Otmakhov |

| 21 avril 2015 | Tchéquie | 5-0 (2-0, 2-0, 1-0) | Suisse | Bossard Arena 2 468 spectateurs |

| Feuille de match | Feuille de match | Feuille de match       | Feuille de match | Feuille de match                                                      |
| ---------------- | --- | ---------------------- | ---------------- | --------------------------------------------------------------------- |
|                  | D. Kase (J. Zboril) — 15 min 25 s M. Spacek (D. Kase) — 17 min 13 s P. Zacha (M. Spacek) — 28 min 58 s J. Zboril (S. Stransky, J. Dufek) — 33 min 5 s F. Suchy (F. Hronek) — 59 min 27 s (SN) | 1-0 2-0 3-0 4-0 5-0    | -                | Arbitrage : Brett Iverson Per Gustav Solem Markku Buese Nicolas Piche |
| Daniel Vladar    | Gardiens | Joren van Pottelberghe |                  | Arbitrage : Brett Iverson Per Gustav Solem Markku Buese Nicolas Piche |
| 18 min           | Pénalités | 10 min                 |                  | Arbitrage : Brett Iverson Per Gustav Solem Markku Buese Nicolas Piche |
| 32               | Tirs | 20                     |                  | Arbitrage : Brett Iverson Per Gustav Solem Markku Buese Nicolas Piche |

| Clt   | Équipe   | PJ | V | VP | D | DP | BP | BC | Diff | Pts |
| ----- | -------- | -- | - | -- | - | -- | -- | -- | ---- | --- |
| +001, | Canada   | 4  | 4 | 0  | 0 | 0  | 21 | 11 | +10  | 12  |
| +002, | Finlande | 4  | 3 | 0  | 1 | 0  | 14 | 6  | +8   | 9   |
| +003, | Tchéquie | 4  | 2 | 0  | 2 | 0  | 12 | 10 | +2   | 6   |
| +004, | Suisse   | 4  | 0 | 1  | 3 | 0  | 5  | 14 | -9   | 2   |
| +005, | Lettonie | 4  | 0 | 0  | 3 | 1  | 10 | 21 | -11  | 1   |

- Qualifié pour les quarts de finale
- Dispute la poule de maintien

### Poule de relégation
| 23 avril 2015 | Lettonie | 5-3 (3-1, 1-0, 1-2) | Allemagne | Bossard Arena 276 spectateurs |

| Feuille de match | Feuille de match | Feuille de match                                | Feuille de match | Feuille de match                                                              |
| ---------------- | --- | ----------------------------------------------- | --- | ----------------------------------------------------------------------------- |
|                  | - M. Dzierkals (F. Buncis, R. Balcers) — 4 min 32 s K. Cukste (R. Balcers, M. Dzierkals) — 15 min 17 s (SN) E. Tralmaks (B. Priede, R. Puide) — 19 min 58 s F. Buncis (M. Dzierkals, K. Cukste) — 26 min 15 s K. Zile (M. Dzierkals, C. Cukste) — 47 min 43 s - | 0-1 1-1 2-1 3-1 4-1 5-1 5-2 5-3                 | C. Kiefersauer (T. Eder) — 1 min 1 s - J. Mayenschein (P. Halbauer, C. Korner) — 56 min 6 s L. Kalble (Y. Drews, P. Halbauer) — 58 min 16 s (SN) | Arbitrage : Brett Iverson Christopher Pitoscia Ludvig Lundgren Hannu Sormunen |
| Marks Mitens     | Gardiens | Mirko Pantkowski (20:00) Patrick Berger (40:00) | | Arbitrage : Brett Iverson Christopher Pitoscia Ludvig Lundgren Hannu Sormunen |
| 16 min           | Pénalités | 16 min                                          | | Arbitrage : Brett Iverson Christopher Pitoscia Ludvig Lundgren Hannu Sormunen |
| 25               | Tirs | 36                                              | | Arbitrage : Brett Iverson Christopher Pitoscia Ludvig Lundgren Hannu Sormunen |

| 24 avril 2015 | Allemagne | 3-5 (1-0, 1-2, 1-3) | Lettonie | Regionales Eiszentrum 387 spectateurs |

| Feuille de match | Feuille de match | Feuille de match                | Feuille de match | Feuille de match                                                            |
| ---------------- | --- | ------------------------------- | --- | --------------------------------------------------------------------------- |
|                  | C. Korner (S. Schutz) — 16 s T. Eder (T. Bernhardt, S. Schutz) — 24 min 46 s - J. Napravnik (L. Kalble, L. Spitzner) — 51 min 43 s - | 1-0 2-0 2-1 2-2 2-3 2-4 3-4 3-5 | - M. Dzierkals (R. Balcers) — 26 min 58 s F. Buncis (K. Rubins, R. Balcers) — 34 min 5 s R. Bernhards (K. Cukste) — 42 min 31 s E. Zohovs (K. Rubins) — 43 min 23 s (IN) - E. Zohovs (E. Jansons) — 57 min 5 s (IN) | Arbitrage : Jimmy Bergamelli Petri Lindqvist Oliver Brian Michael Tscherrig |
| Patrick Berger   | Gardiens | Mareks Mitens                   | | Arbitrage : Jimmy Bergamelli Petri Lindqvist Oliver Brian Michael Tscherrig |
| 18 min           | Pénalités | 12 min                          | | Arbitrage : Jimmy Bergamelli Petri Lindqvist Oliver Brian Michael Tscherrig |
| 40               | Tirs | 27                              | | Arbitrage : Jimmy Bergamelli Petri Lindqvist Oliver Brian Michael Tscherrig |

### Phase finale
|  | Quarts de finale                         | Quarts de finale                         |                                       |                                       | Demi-finales                  | Demi-finales                  |   |  | Finale                                | Finale                                |
|  | Quarts de finale                         | Quarts de finale                         |                                       |                                       | Demi-finales                  | Demi-finales                  |   |  | Finale                                | Finale                                |
|  |                                          |                                          |                                       |                                       |                               |                               |   |  |                                       |                                       |
|  | 23 avril, Regionales Eiszentrum, Lucerne | 23 avril, Regionales Eiszentrum, Lucerne |                                       |                                       | Bossard Arena, Zoug, 25 avril | Bossard Arena, Zoug, 25 avril |   |  | Bossard Arena, Zoug, 26 avril à 19:00 | Bossard Arena, Zoug, 26 avril à 19:00 |
|  | 23 avril, Regionales Eiszentrum, Lucerne | 23 avril, Regionales Eiszentrum, Lucerne |                                       |                                       | Bossard Arena, Zoug, 25 avril | Bossard Arena, Zoug, 25 avril |   |  | Bossard Arena, Zoug, 26 avril à 19:00 | Bossard Arena, Zoug, 26 avril à 19:00 |
|  | États-Unis                               | 7                                        |                                       |                                       | Bossard Arena, Zoug, 25 avril | Bossard Arena, Zoug, 25 avril |   |  | Bossard Arena, Zoug, 26 avril à 19:00 | Bossard Arena, Zoug, 26 avril à 19:00 |
|  | États-Unis                               | 7                                        |                                       |                                       | Bossard Arena, Zoug, 25 avril | Bossard Arena, Zoug, 25 avril |   |  | Bossard Arena, Zoug, 26 avril à 19:00 | Bossard Arena, Zoug, 26 avril à 19:00 |
|  | Tchéquie                                 | 2                                        |                                       |                                       | Bossard Arena, Zoug, 25 avril | Bossard Arena, Zoug, 25 avril |   |  | Bossard Arena, Zoug, 26 avril à 19:00 | Bossard Arena, Zoug, 26 avril à 19:00 |
|  | Tchéquie                                 | 2                                        | États-Unis                            | 7                                     |                               |                               |   |  | Bossard Arena, Zoug, 26 avril à 19:00 | Bossard Arena, Zoug, 26 avril à 19:00 |
|  | 23 avril, Bossard Arena, Zoug            |                                          | États-Unis                            | 7                                     |                               |                               |   |  | Bossard Arena, Zoug, 26 avril à 19:00 | Bossard Arena, Zoug, 26 avril à 19:00 |
|  |                                          | Canada                                   | 2                                     |                                       |                               |                               |   |  | Bossard Arena, Zoug, 26 avril à 19:00 | Bossard Arena, Zoug, 26 avril à 19:00 |
|  | Canada                                   | Canada                                   | 2                                     | 5                                     |                               |                               |   |  | Bossard Arena, Zoug, 26 avril à 19:00 | Bossard Arena, Zoug, 26 avril à 19:00 |
|  | Canada                                   |                                          |                                       | 5                                     |                               |                               |   |  | Bossard Arena, Zoug, 26 avril à 19:00 | Bossard Arena, Zoug, 26 avril à 19:00 |
|  | Suède                                    | 3                                        |                                       |                                       |                               |                               |   |  | Bossard Arena, Zoug, 26 avril à 19:00 | Bossard Arena, Zoug, 26 avril à 19:00 |
|  | Suède                                    | 3                                        | États-Unis                            | 2                                     |                               |                               |   |  |                                       |                                       |
|  | 23 avril, Regionales Eiszentrum, Lucerne |                                          | États-Unis                            | 2                                     |                               |                               |   |  |                                       |                                       |
|  |                                          | Finlande                                 | 1                                     |                                       |                               |                               |   |  |                                       |                                       |
|  | Finlande                                 | Finlande                                 | 1                                     | 3                                     |                               |                               |   |  |                                       |                                       |
|  | Finlande                                 | Bossard Arena, Zoug, 25 avril            |                                       | 3                                     |                               |                               |   |  |                                       |                                       |
|  | Slovaquie                                | 0                                        |                                       |                                       |                               |                               |   |  |                                       |                                       |
|  | Slovaquie                                | 0                                        | Finlande                              | 5                                     |                               |                               |   |  |                                       |                                       |
|  | 23 avril, Bossard Arena, Zoug            | 23 avril, Bossard Arena, Zoug            | Finlande                              | 5                                     | Match pour la 3e place        | Match pour la 3e place        |   |  |                                       |                                       |
|  | 23 avril, Bossard Arena, Zoug            | 23 avril, Bossard Arena, Zoug            |                                       | Suisse                                | Match pour la 3e place        | Match pour la 3e place        | 4 |  |                                       |                                       |
|  | Russie                                   | 0                                        | Bossard Arena, Zoug, 26 avril à 15:00 | Bossard Arena, Zoug, 26 avril à 15:00 |                               |                               | 4 |  |                                       |                                       |
|  | Russie                                   | 0                                        | Bossard Arena, Zoug, 26 avril à 15:00 | Bossard Arena, Zoug, 26 avril à 15:00 |                               |                               |   |  |                                       |                                       |
|  | Suisse                                   | 5                                        |                                       | Canada                                | 5                             |                               |   |  |                                       |                                       |
|  | Suisse                                   | 5                                        |                                       | Canada                                | 5                             |                               |   |  |                                       |                                       |
|  |                                          |                                          |                                       |                                       |                               |                               |   |  | Suisse                                | 2                                     |
|  |                                          |                                          |                                       |                                       |                               |                               |   |  | Suisse                                | 2                                     |

Quarts de finale
| 23 avril 2015 | États-Unis | 7-2 (4-0, 0-1, 3-1) | Tchéquie | Regionales Eiszentrum 542 spectateurs |

| Feuille de match | Feuille de match | Feuille de match                          | Feuille de match                                                                                 | Feuille de match                                                        |
| ---------------- | --- | ----------------------------------------- | ------------------------------------------------------------------------------------------------ | ----------------------------------------------------------------------- |
|                  | A. Matthews (C. Fischer, M. Tkachuk) — 11 min 2 s (SN) C. Keller (J. Bracco) — 11 min 9 s M. Floodstrand (B. Warren, T. Terry) — 13 min L. Kunin (C. Fischer, J. Greenway) — 15 min 7 s - A. Matthews (M. Tkachuk, J. Roslovic) — 40 min 39 s J. Bracco (C. Fitzgerald, C. White) — 42 min 39 s - L. Kunin (C. Jones, J. Greenway) — 53 min 44 s | 1-0 2-0 3-0 4-0 4-1 5-1 6-1 6-2 7-2       | - M. Svoboda (A. Furch, P. Kalina) — 27 min 38 s - P. Zacha (D. Kase, F. Hronek) — 52 min 39 s - | Arbitrage : Andrea Koch Per Gustav Solem Markku Buese Michael Tscherrig |
| Evan Sarthou     | Gardiens | Daniel Vladar (15:07) Aleš Stezka (44:53) |                                                                                                  | Arbitrage : Andrea Koch Per Gustav Solem Markku Buese Michael Tscherrig |
| 6 min            | Pénalités | 12 min                                    |                                                                                                  | Arbitrage : Andrea Koch Per Gustav Solem Markku Buese Michael Tscherrig |
| 43               | Tirs | 14                                        |                                                                                                  | Arbitrage : Andrea Koch Per Gustav Solem Markku Buese Michael Tscherrig |

| 23 avril 2015 | Canada | 5-3 (3-1, 1-1, 1-1) | Suède | Bossard Arena 1 248 spectateurs |

| Feuille de match | Feuille de match | Feuille de match                | Feuille de match | Feuille de match                                                            |
| ---------------- | --- | ------------------------------- | --- | --------------------------------------------------------------------------- |
|                  | J. Harkins (E. Bear) — 5 min 11 s M. Stephens (G. Knott, M. Barzal) — 6 min 7 s - D. Sideroff (J. Harkins, N. Roy) — 19 min 26 s - M. Stephens (G. Knott, M. Barzal) — 37 min 23 s - G. Knott (M. Stephens, J. Roy) — 55 min 56 s (SN) | 1-0 2-0 2-1 3-1 3-2 4-2 4-3 5-3 | - L. Carlsson (L. Ölund, S. Ohlsson) — 7 min 11 s (SN) - J. Eriksson Ek (C. Grundstrom) — 22 min 51 s (IN) - C. Grundstrom — 55 min 34 s - | Arbitrage : Vladimir Pesina Marian Rohatsch Oliver Brian Alexander Otmakhov |
| Zach Sawchenko   | Gardiens | Felix Sandstrom                 | | Arbitrage : Vladimir Pesina Marian Rohatsch Oliver Brian Alexander Otmakhov |
| 8 min            | Pénalités | 12 min                          | | Arbitrage : Vladimir Pesina Marian Rohatsch Oliver Brian Alexander Otmakhov |
| 34               | Tirs | 38                              | | Arbitrage : Vladimir Pesina Marian Rohatsch Oliver Brian Alexander Otmakhov |

| 23 avril 2015 | Finlande | 3-0 (1-0, 0-0, 2-0) | Slovaquie | Regionales Eiszentrum 469 spectateurs |

| Feuille de match  | Feuille de match                                                                                               | Feuille de match | Feuille de match | Feuille de match                                                             |
| ----------------- | --- | ---------------- | ---------------- | ---------------------------------------------------------------------------- |
|                   | P. Laine — 6 min 39 s S. Tavernier (A. Ruotsalainen) — 45 min 27 s S. Tavernier (A. Ruotsalainen) — 48 min 1 s | 1-0 2-0 3-0      | -                | Arbitrage : Andreas Harnebring Iouriy Okskirko Franco Espinoza Nicolas Piche |
| Veini Vehvilainen | Gardiens | Adam Húska       |                  | Arbitrage : Andreas Harnebring Iouriy Okskirko Franco Espinoza Nicolas Piche |
| 8 min             | Pénalités | 6 min            |                  | Arbitrage : Andreas Harnebring Iouriy Okskirko Franco Espinoza Nicolas Piche |
| 23                | Tirs | 21               |                  | Arbitrage : Andreas Harnebring Iouriy Okskirko Franco Espinoza Nicolas Piche |

| 23 avril 2015 | Russie | 0-5 (0-1, 0-2, 0-2) | Suisse | Bossard Arena 2 381 spectateurs |

| Feuille de match | Feuille de match | Feuille de match       | Feuille de match | Feuille de match                                                     |
| ---------------- | ---------------- | ---------------------- | --- | -------------------------------------------------------------------- |
|                  | -                | 0-1 0-2 0-3 0-4 0-5    | S. Forrer — 7 min 51 s A. Impose (D. Riat, M. Holdener) — 32 min 26 s (SN) A. Impose (D. Malgin) — 39 min 40 s D. Malgin — 43 min 21 s D. Volejnicek (S. Forrer) — 51 min 22 s | Arbitrage : Petri Lindqvist Robert Mullner Jiri Gebauer Martin Korba |
| Ilya Samsonov    | Gardiens         | Joren van Pottelberghe | | Arbitrage : Petri Lindqvist Robert Mullner Jiri Gebauer Martin Korba |
| 18 min           | Pénalités        | 10 min                 | | Arbitrage : Petri Lindqvist Robert Mullner Jiri Gebauer Martin Korba |
| 29               | Tirs             | 35                     | | Arbitrage : Petri Lindqvist Robert Mullner Jiri Gebauer Martin Korba |

Demi-finales
| 25 avril 2015 | Canada | 2-7 (0-0, 1-2, 1-5) | États-Unis | Bossard Arena 4 170 spectateurs |

| Feuille de match                            | Feuille de match                                                                                             | Feuille de match                    | Feuille de match | Feuille de match                                                           |
| ------------------------------------------- | --- | ----------------------------------- | --- | -------------------------------------------------------------------------- |
|                                             | - D. Sideroff (P. Wotherspoon, N. Roy) — 31 min 49 s (SN) - M. Stephens (B. Howden, E. Bear) — 44 min 18 s - | 0-1 1-1 1-2 1-3 1-4 2-4 2-5 2-6 2-7 | C. Keller (J. Bracco, C. Krys) — 22 min 25 s - A. Matthews (M. Floodstrand) — 37 min 58 s A. Matthews (M. Tkachuk, J. Roslovic) — 42 min 23 s C. White (C. Jones) — 42 min 55 s - J. Greenway (C. Fischer) — 44 min 39 s C. White (C. Keller, J. Bracco) — 47 min 9 s C. White (C. Keller, J. Bracco) — 49 min 45 s | Arbitrage : Andreas Harnebring Petri Lindqvist Markku Buese Hannu Sormunen |
| Zach Sawchenko (42:55) Evan Cormier (17:05) | Gardiens | Evan Sarthou                        | | Arbitrage : Andreas Harnebring Petri Lindqvist Markku Buese Hannu Sormunen |
| 12 min                                      | Pénalités | 10 min                              | | Arbitrage : Andreas Harnebring Petri Lindqvist Markku Buese Hannu Sormunen |
| 18                                          | Tirs | 38                                  | | Arbitrage : Andreas Harnebring Petri Lindqvist Markku Buese Hannu Sormunen |

| 25 avril 2015 | Finlande | 5-4 (pr) (2-2, 0-0, 2-2, 1-0) | Suisse | Bossard Arena 7 015 spectateurs |

| Feuille de match  | Feuille de match | Feuille de match                    | Feuille de match | Feuille de match                                                     |
| ----------------- | --- | ----------------------------------- | --- | -------------------------------------------------------------------- |
|                   | J. Puljujarvi (V. Vainio) — 1 min 15 s - P. Laine (A. Saarela) — 19 min 4 s A. Saarela (J. Puljujarvi, S. Tavernier) — 42 min 57 s (SN) P. Laine (J. Puljujarvi) — 48 min 17 s - A. Saarela — 65 min 19 s | 1-0 1-1 1-2 2-2 3-2 4-2 4-3 4-4 5-4 | - D. Riat (J. Siegenthaler, A. Impose) — 4 min 45 s K. Suleski — 16 min 59 s - N. Hischier (J. Siegenthaler, C. Thürkauf) — 58 min 4 s D. Riat (A. Impose, C. Thürkauf) — 59 min 19 s - | Arbitrage : Brett Iverson Marian Rohatsch Martin Korba Nicolas Piche |
| Veini Vehvilainen | Gardiens | Joren van Pottelberghe              | | Arbitrage : Brett Iverson Marian Rohatsch Martin Korba Nicolas Piche |
| 10 min            | Pénalités | 10 min                              | | Arbitrage : Brett Iverson Marian Rohatsch Martin Korba Nicolas Piche |
| 28                | Tirs | 33                                  | | Arbitrage : Brett Iverson Marian Rohatsch Martin Korba Nicolas Piche |

Match pour la troisième place
| 26 avril 2015 | Canada | 5-2 (3-2, 2-0, 0-0) | Suisse | Bossard Arena 4 718 spectateurs |

| Feuille de match | Feuille de match | Feuille de match            | Feuille de match                                                                                     | Feuille de match                                                             |
| ---------------- | --- | --------------------------- | --- | ---------------------------------------------------------------------------- |
|                  | G. Gawdin (T. Soy) — 7 min 9 s J. Harkins (T. Benson) — 9 min 39 s D. Sideroff (G. Knott, K. Capobianco) — 11 min 54 s - B. Howden (N. Roy, D. Sideroff) — 36 min 25 s G. Gawdin (M. Spencer, T. Soy) — 38 min 43 s | 1-0 2-0 3-0 3-1 3-2 4-2 5-2 | - D. Riat (C. Pinana, N. Marchon) — 17 min 30 s (SN) R. Fuchs (C. Pinana, R. Prassl) — 18 min 55 s - | Arbitrage : Vladimir Pesina Christopher Pitoscia Brian Oliver Hannu Sormunen |
| Zach Sawchenko   | Gardiens | Joren van Pottelberghe      | | Arbitrage : Vladimir Pesina Christopher Pitoscia Brian Oliver Hannu Sormunen |
| 10 min           | Pénalités | 2 min                       | | Arbitrage : Vladimir Pesina Christopher Pitoscia Brian Oliver Hannu Sormunen |
| 33               | Tirs | 30                          | | Arbitrage : Vladimir Pesina Christopher Pitoscia Brian Oliver Hannu Sormunen |

Finale
| 26 avril 2015 | États-Unis | 2-1 (pr) (0-1, 0-0, 1-0, 1-0) | Finlande | Bossard Arena 4 457 spectateurs |

| Feuille de match | Feuille de match                                                                                       | Feuille de match  | Feuille de match              | Feuille de match                                                           |
| ---------------- | --- | ----------------- | ----------------------------- | -------------------------------------------------------------------------- |
|                  | - J. Roslovic (M. Tkachuk, A. Matthews) — 48 min 41 s C. White (J. Bracco, C. McAvoy Jr) — 72 min 44 s | 0-1 1-1 2-1       | J. Nattinen (S. Aho) — 17 s - | Arbitrage : Brett Iverson Marian Rohatsch Alexander Otmakhov Nicolas Piche |
| Evan Sarthou     | Gardiens                                                                                               | Veini Vehvilainen |                               | Arbitrage : Brett Iverson Marian Rohatsch Alexander Otmakhov Nicolas Piche |
| 2 min            | Pénalités                                                                                              | 4 min             |                               | Arbitrage : Brett Iverson Marian Rohatsch Alexander Otmakhov Nicolas Piche |
| 62               | Tirs                                                                                                   | 20                |                               | Arbitrage : Brett Iverson Marian Rohatsch Alexander Otmakhov Nicolas Piche |

### Classement final
| Place              | Équipe     |
| ------------------ | ---------- |
| Médaille d'or      | États-Unis |
| Médaille d'argent  | Finlande   |
| Médaille de bronze | Canada     |
| 4                  | Suisse     |
| 5                  | Russie     |
| 6                  | Tchéquie   |
| 7                  | Slovaquie  |
| 8                  | Suède      |
| 9                  | Lettonie   |
| 10                 | Allemagne  |

### Récompenses individuelles
Meilleurs joueurs,
- Meilleur gardien : Ilya Samsonov (Russie)
- Meilleur défenseur : Vili Saarijarvi (Finlande)
- Meilleur attaquant : Auston Matthews (États-Unis)

- Meilleur joueur (médias) : Auston Matthews (États-Unis)
- Équipe type des médias :

| Gardien | Veini Vehvilainen (Finlande) | Veini Vehvilainen (Finlande) | Veini Vehvilainen (Finlande) | Veini Vehvilainen (Finlande) | Veini Vehvilainen (Finlande) | Veini Vehvilainen (Finlande) |
| Défense | Vili Saarijarvi (Finlande)   | Vili Saarijarvi (Finlande)   | Vili Saarijarvi (Finlande)   | Jonas Siegenthaler (Suisse)  | Jonas Siegenthaler (Suisse)  | Jonas Siegenthaler (Suisse)  |
| Attaque | Auston Matthews (États-Unis) | Auston Matthews (États-Unis) | Patrik Laine (Finlande)      | Patrik Laine (Finlande)      | Denis Malgin (Suisse)        | Denis Malgin (Suisse)        |

| Clt | Joueur            | Équipe     | PJ | B | A  | Pts | Pun | +/- |
| --- | ----------------- | ---------- | -- | - | -- | --- | --- | --- |
| 1   | Auston Matthews   | États-Unis | 7  | 8 | 7  | 15  | 0   | +11 |
| 2   | Jeremy Bracco     | États-Unis | 7  | 3 | 10 | 13  | 2   | +10 |
| 3   | Matt Barzal       | Canada     | 7  | 3 | 9  | 12  | 0   | +2  |
| 4   | Matthew Tkachuk   | États-Unis | 7  | 2 | 10 | 12  | 2   | +10 |
| 5   | Patrik Laine      | Finlande   | 7  | 8 | 3  | 11  | 0   | +6  |
| 6   | Jack Roslovic     | États-Unis | 7  | 6 | 5  | 11  | 4   | +11 |
| 7   | Mitchell Stephens | Canada     | 7  | 5 | 5  | 10  | 10  | +1  |
| 8   | Colin White       | États-Unis | 7  | 6 | 3  | 9   | 0   | +8  |
| 9   | Clayton Keller    | États-Unis | 7  | 4 | 5  | 9   | 0   | +7  |
| 10  | Martins Dzierkals | Lettonie   | 6  | 3 | 6  | 9   | 10  | +2  |

| Clt | Joueur                 | Équipe     | PJ | Min      | BC | Moy  | %Arr  | Bl |
| --- | ---------------------- | ---------- | -- | -------- | -- | ---- | ----- | -- |
| 1   | Anton Krasotkine       | Russie     | 2  | 120 h 0  | 4  | 2,00 | 95,29 | 1  |
| 2   | Veini Vehvilainen      | Finlande   | 7  | 437 h 12 | 12 | 1,65 | 94,85 | 1  |
| 3   | Ilya Samsonov          | Russie     | 3  | 180 h 0  | 8  | 2,67 | 93,39 | 0  |
| 4   | Evan Sarthou           | États-Unis | 5  | 312 h 44 | 6  | 1,15 | 92,68 | 1  |
| 5   | Adam Húska             | Slovaquie  | 5  | 278 h 39 | 14 | 3,01 | 91,25 | 0  |
| 6   | Felix Sandstrom        | Suède      | 4  | 235 h 41 | 13 | 3,31 | 90,85 | 0  |
| 7   | Mareks Mitens          | Lettonie   | 4  | 182 h 23 | 12 | 3,95 | 90,70 | 0  |
| 8   | Daniel Vladar          | Tchéquie   | 4  | 195 h 7  | 11 | 3,38 | 90,27 | 1  |
| 9   | Zach Sawchenko         | Canada     | 5  | 282 h 55 | 17 | 3,61 | 89,76 | 0  |
| 10  | Joren van Pottelberghe | Suisse     | 7  | 424 h 42 | 24 | 3,39 | 88,12 | 1  |
| 11  | Patrick Berger         | Allemagne  | 6  | 226 h 48 | 19 | 5,03 | 83,48 | 0  |

## Division IA
| Clt   | Équipe       | PJ | V | VP | D | DP | BP | BC | Diff | Pts |
| ----- | ------------ | -- | - | -- | - | -- | -- | -- | ---- | --- |
| +001, | Danemark (R) | 5  | 4 | 1  | 0 | 0  | 24 | 8  | +16  | 14  |
| +002, | Biélorussie  | 5  | 3 | 1  | 0 | 1  | 23 | 11 | +12  | 12  |
| +003, | France       | 5  | 2 | 1  | 2 | 0  | 16 | 13 | +3   | 8   |
| +004, | Norvège      | 5  | 2 | 0  | 1 | 2  | 14 | 12 | +2   | 8   |
| +005, | Kazakhstan   | 5  | 1 | 0  | 4 | 0  | 15 | 28 | -13  | 3   |
| +006, | Hongrie (P)  | 5  | 0 | 0  | 5 | 0  | 11 | 31 | -20  | 0   |

- Promu en Division Élite en 2016
- Relégué en Division IB en 2016

## Division IB
| Clt   | Équipe       | PJ | V | VP | D | DP | BP | BC | Diff | Pts |
| ----- | ------------ | -- | - | -- | - | -- | -- | -- | ---- | --- |
| +001, | Autriche     | 5  | 5 | 0  | 0 | 0  | 26 | 6  | +20  | 15  |
| +002, | Slovénie     | 5  | 3 | 0  | 1 | 1  | 27 | 21 | +6   | 10  |
| +003, | Japon        | 5  | 2 | 1  | 2 | 0  | 16 | 16 | 0    | 8   |
| +004, | Ukraine      | 5  | 2 | 0  | 3 | 0  | 13 | 14 | -1   | 6   |
| +005, | Italie (R)   | 5  | 1 | 0  | 4 | 0  | 16 | 24 | -8   | 3   |
| +006, | Lituanie (P) | 5  | 1 | 0  | 4 | 0  | 8  | 25 | -17  | 3   |

- Promu en Division IA en 2016
- Relégué en Division IIA en 2016

## Division IIA
| Clt   | Équipe          | PJ | V | VP | D | DP | BP | BC | Diff | Pts |
| ----- | --------------- | -- | - | -- | - | -- | -- | -- | ---- | --- |
| +001, | Corée du Sud    | 5  | 5 | 0  | 0 | 0  | 28 | 7  | +21  | 15  |
| +002, | Pologne (R)     | 5  | 4 | 0  | 1 | 0  | 18 | 10 | +8   | 12  |
| +003, | Grande-Bretagne | 5  | 2 | 1  | 2 | 0  | 18 | 13 | +5   | 8   |
| +004, | Pays-Bas        | 5  | 1 | 1  | 2 | 1  | 18 | 22 | -4   | 6   |
| +005, | Croatie         | 5  | 1 | 0  | 4 | 0  | 9  | 24 | -15  | 3   |
| +006, | Estonie (P)     | 5  | 0 | 0  | 4 | 1  | 11 | 26 | -15  | 1   |

- Promu en Division IB en 2016
- Relégué en Division IIB en 2016

## Division IIB
| Clt   | Équipe        | PJ | V | VP | D | DP | BP | BC | Diff | Pts |
| ----- | ------------- | -- | - | -- | - | -- | -- | -- | ---- | --- |
| +001, | Roumanie (R)  | 5  | 4 | 1  | 0 | 0  | 46 | 12 | +34  | 14  |
| +002, | Espagne       | 5  | 4 | 0  | 0 | 1  | 28 | 13 | +15  | 13  |
| +003, | Serbie        | 5  | 3 | 0  | 2 | 0  | 21 | 13 | +8   | 9   |
| +004, | Belgique      | 5  | 1 | 1  | 3 | 0  | 20 | 26 | -6   | 5   |
| +005, | Chine         | 5  | 1 | 0  | 4 | 0  | 14 | 27 | -13  | 3   |
| +006, | Australie (P) | 5  | 0 | 0  | 4 | 1  | 11 | 49 | -38  | 1   |

- Promu en Division IIA en 2016
- Relégué en Division IIIA en 2016

## Division IIIA
| Clt   | Équipe             | PJ | V | VP | D | DP | BP | BC | Diff | Pts |
| ----- | ------------------ | -- | - | -- | - | -- | -- | -- | ---- | --- |
| +001, | Islande (R)        | 5  | 3 | 2  | 0 | 0  | 19 | 13 | +6   | 13  |
| +002, | Mexique            | 5  | 1 | 2  | 0 | 2  | 17 | 10 | +7   | 9   |
| +003, | Bulgarie           | 5  | 2 | 0  | 1 | 2  | 14 | 12 | +2   | 8   |
| +004, | Taipei chinois     | 5  | 2 | 1  | 2 | 0  | 28 | 16 | +12  | 8   |
| +005, | Israël             | 5  | 2 | 0  | 2 | 1  | 16 | 15 | +1   | 7   |
| +006, | Afrique du Sud (P) | 5  | 0 | 0  | 5 | 0  | 7  | 35 | -28  | 0   |

- Promu en Division IIB en 2016
- Relégué en Division IIIB en 2016

## Division IIIB
| Clt   | Équipe               | PJ | V | VP | D | DP | BP | BC | Diff | Pts |
| ----- | -------------------- | -- | - | -- | - | -- | -- | -- | ---- | --- |
| +001, | Turquie              | 2  | 2 | 0  | 0 | 0  | 14 | 5  | +9   | 6   |
| +002, | Nouvelle-Zélande (R) | 2  | 1 | 0  | 1 | 0  | 12 | 10 | +2   | 3   |
| +003, | Hong Kong            | 2  | 0 | 0  | 2 | 0  | 6  | 17 | -11  | 0   |

- Promu en Division IIIA en 2016